# Gentleman cambrioleur (film)
Pour plus de détails, voir Fiche technique et Distribution.
Gentleman cambrioleur est un film français de court métrage réalisé par Louis Cuny, sorti en 1958.

## Synopsis
Un cambrioleur entreprend de dérober les bijoux de la cliente d'un palace.

## Fiche technique
- Titre : Gentleman cambrioleur
- Réalisation : Louis Cuny
- Chorégraphie : Derek Mendel
- Production : Celia Films
- Pays d'origine :  France
- Format : 35 mm
- Durée : 15 minutes
- Date de sortie : 1958

## Distribution
- Tessa Beaumont
- Gérard Ohn
- Derek Mendel

## À propos du film
« Gentleman cambrioleur est le huitième de la série de courts métrages chorégraphiques tournés par Louis Cuny avec les Ballets de l'Étoile de Jean Laurent » (Maurice Tassart, Le Guide du concert et du disque, 1958, no 181, p. 657)

## Récompense
- 1958 : mention spéciale au Festival international du film de Saint-Sébastien[1].